# Bevern, Niedersachsen
Bevern är en kommun (köping) och ort i Landkreis Holzminden i förbundslandet Niedersachsen i Tyskland. 
De tidigare kommunerna Dölme, Lobach, Lütgenade unoch Reileifzen uppgick i Bevern, Niedersachsen 1 mars 1973.
Kommunen ingår i kommunalförbundet Samtgemeinde Bevern tillsammans med ytterligare tre kommuner.